# Sillery (Marne)
Sillery és un municipi francès, situat al departament del Marne i a la regió del Gran Est. L'any 2007 tenia 1.564 habitants.

## Demografia

### Població
El 2007 la població de fet de Sillery era de 1.564 persones. Hi havia 596 famílies, de les quals 112 eren unipersonals (36 homes vivint sols i 76 dones vivint soles), 212 parelles sense fills, 216 parelles amb fills i 56 famílies monoparentals amb fills.
La població ha evolucionat segons el següent gràfic:
Habitants censats

### Habitatges
El 2007 hi havia 667 habitatges, 606 eren l'habitatge principal de la família i 61 estaven desocupats. 593 eren cases i 74 eren apartaments. Dels 606 habitatges principals, 456 estaven ocupats pels seus propietaris, 142 estaven llogats i ocupats pels llogaters i 8 estaven cedits a títol gratuït; 1 tenia una cambra, 17 en tenien dues, 34 en tenien tres, 123 en tenien quatre i 431 en tenien cinc o més. 512 habitatges disposaven pel capbaix d'una plaça de pàrquing. A 234 habitatges hi havia un automòbil i a 334 n'hi havia dos o més.

### Piràmide de població
La piràmide de població per edats i sexe el 2009 era:
| Homes | Edats   | Dones |
| ----- | ------- | ----- |
| 0     | 95 o +  | 4     |
| 8     | 90 a 94 | 0     |
| 0     | 85 a 89 | 4     |
| 0     | 80 a 84 | 4     |
| 20    | 75 a 79 | 16    |
| 16    | 70 a 74 | 16    |
| 24    | 65 a 69 | 36    |
| 40    | 60 a 64 | 40    |
| 52    | 55 a 59 | 44    |
| 84    | 50 a 54 | 64    |
| 72    | 45 a 49 | 72    |
| 68    | 40 a 44 | 64    |
| 80    | 35 a 39 | 96    |
| 52    | 30 a 34 | 52    |
| 12    | 25 a 29 | 24    |
| 68    | 20 a 24 | 32    |
| 76    | 15 a 19 | 56    |
| 96    | 10 a 14 | 40    |
| 64    | 5 a 9   | 80    |
| 28    | 0 a 4   | 56    |

## Economia
El 2007 la població en edat de treballar era de 1.074 persones, 749 eren actives i 325 eren inactives. De les 749 persones actives 713 estaven ocupades (375 homes i 338 dones) i 36 estaven aturades (18 homes i 18 dones). De les 325 persones inactives 146 estaven jubilades, 118 estaven estudiant i 61 estaven classificades com a «altres inactius».

### Ingressos
El 2009 a Sillery hi havia 623 unitats fiscals que integraven 1.589,5 persones, la mediana anual d'ingressos fiscals per persona era de 22.515 €.

### Activitats econòmiques
Dels 67 establiments que hi havia el 2007, 3 eren d'empreses extractives, 3 d'empreses alimentàries, 1 d'una empresa de fabricació d'altres productes industrials, 10 d'empreses de construcció, 14 d'empreses de comerç i reparació d'automòbils, 7 d'empreses de transport, 3 d'empreses d'hostatgeria i restauració, 1 d'una empresa d'informació i comunicació, 2 d'empreses financeres, 2 d'empreses immobiliàries, 6 d'empreses de serveis, 9 d'entitats de l'administració pública i 6 d'empreses classificades com a «altres activitats de serveis».
Dels 22 establiments de servei als particulars que hi havia el 2009, 1 era una oficina de correu, 2 tallers de reparació d'automòbils i de material agrícola, 1 taller d'inspecció tècnica de vehicles, 1 autoescola, 3 paletes, 2 guixaires pintors, 3 fusteries, 2 lampisteries, 4 perruqueries, 1 restaurant, 1 agència immobiliària i 1 saló de bellesa.
Dels 3 establiments comercials que hi havia el 2009, 1 era una gran superfície de material de bricolatge, 1 una botiga de menys de 120 m² i 1 una peixateria.
L'any 2000 a Sillery hi havia 21 explotacions agrícoles que ocupaven un total de 456 hectàrees.

## Equipaments sanitaris i escolars
El 2009 hi havia 1 farmàcia i 1 ambulància.
El 2009 hi havia 1 escola maternal i 1 escola elemental.

## Poblacions més properes
El següent diagrama mostra les poblacions més properes.